# Rytterstatuer i Danmark
Rytterstatuer i Danmark er tænkt som en samlet oversigt over rytterstatuer, der er opstillet i Danmark. Det kan dog ikke med sikkerhed siges, hvor mange statuer til nedenstående liste der mangler, for at listen vil være reelt komplet.
Danmarks og Skandinaviens første rytterstatue står på Kongens Nytorv og viser Christian 5. til hest. Den er dog ikke den ældste, da den er en kopi fra 1940’erne af den oprindelige fra 1688, der var lavet af bly og sank sammen. 
Flere statuer er udført på initiativ af befolkningen og finansieret af folkeindsamlinger og er ægte udtryk for folkets taknemmelighed til den afbillede. Det gælder navnlig statuer af Christian 9., den første Lyksborgske (Glücksborgske) konge 1863-1906, og kongen under begge de to verdenskrige, Christian 10. 1912-1947). 
| Placering                                                                                                   | Billede | Kunstner og afsløringsår                                                                | Motiv og øvrig beskrivelse | Inskription |
| --- | ------- | --------------------------------------------------------------------------------------- | --- | --- |
| København, Amalienborg 55°41′03″N 12°35′33″Ø / 55.684166°N 12.592628°Ø                                      |         | Jacques-François-Joseph Saly, 1771                                                      | Salys berømte rytterstatue af Frederik 5. fra 1771 på Amalienborg Slotsplads. Saly gik grundigt til værks, og i flere år studerede han Frederiksborg stutteriets seks udsøgte heste og fik plukket en hals her og et bagben der, så kongens hest ville fremstå som hesten over alle heste. Det tog ikke mindre end ti år at fremstille modellen til statuen,, som står i Forhallen til festauditoriet på Det Biovidenskabelige Fakultet på Bülowsvej. | |
| København, Christiansborg Forsiden 55°40′36″N 12°34′54″Ø / 55.676592°N 12.581702°Ø                          |         | Herman Wilhelm Bissen, 1865 (foto 1999)                                                 | Grundlovens giver, Frederik 7. knejser foran Christiansborg 1865. | Foran: "5/IUNI/1849."; venstre side: "FOLKETS KIÆRLIGHED/MIN STYRKE"; højre side: "FREDERIK D: SYVENDE/GRUNDLOVENS GIVER." ; bagside: "FØDT 1808./KONGE 1848./DØD 1863." |
| København, Christiansborg, Ridebanen Bagsiden ved ridebanen 55°40′30″N 12°34′38″Ø / 55.675069°N 12.577252°Ø |         | Anne Marie Carl Nielsen, 1927                                                           | Den første konge fra den Glücksburgske slægt, Christian 9. er placeret på Christiansborg Slots Ridebane. Rytterstatuen er opstillet i 1927. Monumentet var hendes største opgave, som hun fik efter en konkurrence i 1908, og efter to årtiers intenst arbejde med studier og valg af hestetype (en hannoveraner) blev statens tredje rytterstatue indviet, 21 år efter kongens død. | |
| København, Grønningen ved Nyboder Den fløjtespillende Pan 55°41′27″N 12°35′20″Ø / 55.690936°N 12.588787°Ø   |         | Anne Marie Carl Nielsen 1939                                                            | Et monument for komponisten Carl Nielsen. Skulpturen forestiller den fløjtespillende Pan (Musikkens genius) på den vingeløse Pegasus (Poesiens symbol), som sidder og lytter efter blæsten og vejret. | |
| København, Højbro Plads 55°40′40″N 12°34′48″Ø / 55.677782°N 12.580124°Ø                                     |         | Vilhelm Bissen, 1902. Soklen er udført af arkitekt Martin Nyrop.                        | Biskop Absalon var ikke konge - men som grundlægger af Absalons borg og medvirkende ved Københavns udbygning i 1160'erne og med en statue fra 1902 på så fremtrædende en plads som Højbro Plads, er han naturligt med her. | På soklens forside: "1128 ABSALON 1201" På soklen er der et skriftbånd med reliefskrift hugget inn på tre sider.: "HAN VAR MODIG SNILD OG FREMSYNET/EN YNDER AF LÆRDOM/MED REN VILJE DANMARKS TROFASTE SØN" |
| København, Kongens Nytorv 55°40′49″N 12°35′06″Ø / 55.680344°N 12.585075°Ø Statuen er i dag skjult bag træer |         | Abraham César Lamoureux, 1688                                                           | Kong Christian 5.'s statue fra 1688 på Kongens Nytorv. Kaldet Danmarks rytterkonge - og grundlagde Rytterdistrikterne efter at rytteriet i 1670 blev gjort nationalt, som erstatning for de riddere som Enevælden havde forkastet som pålideligt rytteri. Ved soklens fod er de fire allegoriske figurer: Minerva og Alexander den Store symboliserende visdommen og heltemodet, Herkules og Artemisia, styrkens og ærens personifikationer. Det voldte store problemer, da monumentet skulle støbes i bly. Konstruktionen måtte gøres mere holdbar og Lamoureux anbragte derfor en nøgen mandsfigur, et sindbillede på misundelsen, som skulle vride sig under hestens hove og understøtte det svageste punkt, hestens bug. Originalen findes i Kongernes Lapidarium i Christian d.4.s Bryghus                            | |
| København, Rødkilde Plads 55°41′48″N 12°30′47″Ø / 55.69671°N 12.51293°Ø                                     |         | Herman Wilhelm Bissen, 1885                                                             | | "Reist/af/Ny Carlsbergfondet/1903" "Værk/af/Vilhelm Bissen/1885" |
| København, Sankt Annæ Plads 55°41′03″N 12°35′29″Ø / 55.684275°N 12.591512°Ø                                 |         | Einar Utzon-Frank                                                                       | Kong Christian 10. har en rytterstatue på Sankt Annæ Plads ved Bredgade. | På marmorsoklens forside: "CHRISTIAN X /KONGE /AF DANMARK /1912-1947" |
| Skanderborg 56°01′32″N 9°55′42″Ø / 56.02567°N 9.928419°Ø                                                    |         | Svend Lindhardt, 1970 Skulpturen er udført i bronze, og afsløret af Frederik IX i 1970. | Inspirationen til skulpturen er det navnkundige ridt fra folkevisen om Dronning Dagmar: Da Dronning Dagmar lå syg i Ribe og mærkede døden nærme sig, sendte hun væbneren Karl af Rise efter kong Valdemar Sejr, som opholdt sig på Skanderborg Slot. Idémanden bag skulpturen er Pastor C.E.T.Ensig-Krarup, der i 1964 udgav en episk fortælling om "Dronning Dagmars Dreng". | |
| Aalborg Krydset Boulevarden-Steen Blichers gade med front mod Boulevarden                                   |         | Carl Bonnesen, 1910                                                                     | kong Christian 9 Afsløringen foregik den 27. september 1910 og var en af de store festdage i Aalborgs historie. Kongeparret, Frederik den Ottende og dronning Louise, kronprinsparret, den senere Christian den Tiende og hans gemalinde, Alexandrine, samt prinsesse Dagmar kom sejlende med "Dannebrog" til Aalborg, hvor de blev budt velkommen af stiftamtmand Brun og borgmester Bornemann. Ved afsløringen havde der samlet sig tusinder af mennesker på Nytorv. Grosserer H. Klingenberg bød velkommen og udtalte, at der efter kongens død havde været en varm stemning for at hædre ham i Aalborg. Besøget er dokumenteret på film i Frederik VIII besøger Aalborg. Kort efter kongens død i 1906 var en komite af borgere trådt sammen på rådhuset for at starte indsamlingen, der hurtigt havde givet resultat. | |
| Aalborg Hjørnet af Hasserisgade og Anders Borks Vej 57°02′52″N 9°54′43″Ø / 57.047669°N 9.911867°Ø           |         |                                                                                         | En mindre aalborgensisk rytterstatue. | |
| Aarhus, Bispetorv 56°09′25″N 10°12′35″Ø / 56.156829°N 10.209772°Ø                                           |         | Helen Schou. Soklen er udformet af arkitekt Kay Fisker.                                 | Rytterstatue af Christian 10. i bronze ved Bispetorv i Aarhus i 1955. Statuen blev skabt i perioden 1946-55. | |
| Esbjerg, Torvet 55°27′59″N 8°27′08″Ø / 55.466374°N 8.452115°Ø OpenStreetMap                                 |         | Ludvig Brandstrup, 1899                                                                 | Christian 9.s rytterstatue på torvet i Esbjerg. Statuen blev fremvist første gang i 1899 og den endelige bronzeudgave afsløredes i 1900. | |
| Næstved, Hjultorvet 55°13′53″N 11°45′31″Ø / 55.231445°N 11.758474°Ø                                         |         | Mathilius Schack Elo, 1935                                                              | Opført i anledning af Næstveds 800 års jubilæum i 1935. Det er Danmarks mindste rytterstatue; selve statuen er kun 43 cm høj og står på en høj sokkel. | |
| Nakskov, Axeltorv 54°49′49″N 11°08′08″Ø / 54.830262°N 11.13549°Ø                                            |         | Victor Kvedéris, 1952                                                                   | Rytterstatue af Christian 10. på Axeltorv i Nakskov. Købmand Martin Ovesen i Nakskov tog initiativ til at oprette en komite for at rejse en rytterstatue af kong Christian 10. kort efter Befrielsen i 1945. Han ønskede at rejse et monument over Danmarks befrielse. Der blev samlet penge og sendt en forespørgsel til kunstneren, om han ville udføre statuen i 1 1/3 størrelse. Victor Kvedéris udførte statuen i bronze. Den står på en sokkel af grønlandsk marmor. Statuen kostede ca. 200.000 kroner og blev afsløret 5. maj 1952. | "Aar 1952, den 5. Maj, paa 7-Aarsdagen for Danmarks Befrielse, afsløredes paa Akseltorv i Nakskov denne Rytterstatue af Kong Christian den Tiende, som Udtryk for den vestlollandske Befolknings Taknemmelighed overfor vor gamle Konge og Glæde over den genvundne Frihed."                                                                           |
| Odense, Kongens Have 55°24′04″N 10°23′10″Ø / 55.400992°N 10.385995°Ø                                        |         | Aksel Hansen, 1912                                                                      | Rytterstatue af Christian 9. ved indgangen til Kongens Have mellem den gamle banegård og Odense Slot. Statuen blev rejst i 1912 efter en lokal indsamling som et mindesmærke over det gode forhold mellem kongeparret og Odense. | Foran: "CHISTIAN/DEN NIENDE/KONGE/AF DANMARK/FØDT 1818/KONGE 1863/DØD 1906" og "MED GUD"; venstre side: "I SKJOLDET/SPRINGE/LØVER/OG HJERTER/STAA/I BRAND"; højre side: "FREMTIDS SOL - MED FREMTIDS - / SYNER STIGE / OVER DANMARKS / GAMLE RIGE" og "TUNGE/TIDER/HAN FRISTED/DANMARKS/TAB/GIK HAM NÆR" ; bagside: "FØDT 1808./KONGE 1848./DØD 1863." |
| Roskilde, RO's Torv 55°38′28″N 12°05′59″Ø / 55.641114°N 12.099848°Ø                                         |         | Anne Marie Carl-Nielsen, 2006                                                           | Dronning Margrethe 1. står foran RO's Torv Den 6. december 2006 afslørede dronning Margrethe 2. en rytterstatue af sin forgænger Margrete 1.. Billedhuggeren udførte den første skitse omkring 1897. | |
| Trondhjems Plads, København 55°41′39″N 12°35′18″Ø / 55.694187°N 12.58846°Ø                                  |         | Carl Bonnesen, 1912                                                                     | Skulptur lavet i 1908. | |
| Ved Den Hirschsprungske Samling, København 55°41′25″N 12°34′40″Ø / 55.690177°N 12.577648°Ø                  |         | Carl Bonnesen, 1913                                                                     | Skulptur lavet i 1891. | |